# 长柄野荞麦
长柄野荞麦（学名：Fagopyrum statice）为蓼科荞麦属下的一个种。

## 扩展阅读
- 維基物種上的相關：长柄野荞麦